# Принцесса Пич
Принцесса Пич Тоудстул (яп. ピーチ姫 Пи:ти-Химэ, англ. Princess Peach Toadstool), или упрощенно Пич (Peach с англ. — «персик») — персонаж видеоигр, созданный Сигэру Миямото для компании Nintendo. Известна в первую очередь как «дама в беде» в серии игр про Марио. До конца 1993 года за пределами Японии была известна как принцесса Тоудстул (Toadstool с англ. — «гриб», «поганка», «мухомор»). Принцесса вымышленного Грибного Королевства, в котором происходит действие большинства игр серии Mario.
Персонаж впервые фигурирует в игре Super Mario Bros. 1985 года, где её похищает главный враг Марио Король Боузер Купа. В сиквеле Super Mario Bros. 2 игроку предоставляется возможность выбирать Пич в качестве одного из четырёх игровых персонажей. Однако, несмотря на появление во множестве последовавших игр, первая игра, в которой Принцесса Пич выступает в качестве главной героини — Super Princess Peach — вышла только в 2005 году на Nintendo DS.
В 2007 году Принцесса Пич заняла 4-е место в списке «50 величайших женских персонажей в истории компьютерных игр» по версии сайта Tom’s Hardware.

## Описание персонажа

Принцесса Пич из игры Super Princess Peach

Принцесса Пич чаще всего изображается одетой в розовое платье, с золотистыми волосами и изящной короной на голове. У неё добрая натура и хорошие манеры, в большинстве игр Пич показывается бескорыстной и великодушной, она не проявляет агрессивности ни в какой форме, даже при столкновении со своими врагами, исключением такого поведения является поступок принцессы в начале игры Paper Mario Origami King.
В игре Super Princess Peach вместо традиционных усилителей её сила заключена в эмоциях — с помощью радости она летает, с помощью гнева сжигает вокруг себя, с помощью печали бегает быстрее и поливает вокруг себя своими слезами. Также она искусно орудует сковородой, шваброй и зонтиком, как видно в играх серии Super Smash Bros.